# Leopoldia cycladica
Leopoldia cycladica là một loài thực vật có hoa trong họ Măng tây. Loài này được (P.H.Davis & D.C.Stuart) Garbari mô tả khoa học đầu tiên năm 1972.